# 比法尔
比法尔（法語：Buffard，法語發音：[byfaʁ]）是法国杜省的一个市镇，属于贝桑松区。

## 地理
比法尔（47°2'12"N, 5°49'29"E）面积8.1 平方千米，位于法国勃艮第-弗朗什-孔泰大區杜省，该省份为法国东部内陆省份，北起上索恩省，西接汝拉省，东部及东南部与瑞士接壤，东北部与贝尔福地区省接壤。
与比法尔接壤的市镇（或旧市镇、城区）包括：列勒、卢河畔雷恩、卢河畔香槟、莱内港。

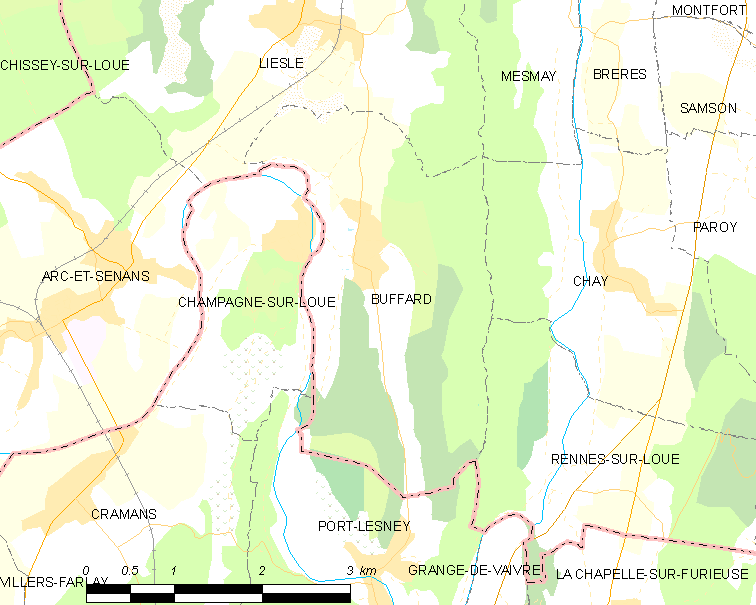
比法尔的OSM定位图

比法尔的时区为UTC+01:00、UTC+02:00（夏令时）。

## 行政
比法尔的邮政编码为25440，INSEE市镇编码为25098。

## 政治
比法尔所属的省级选区为圣维特县。

## 人口

1962-2008年间比法尔人口变化图示

比法尔于2022年1月1日时的人口数量为190人。